# Martin Keown
Martin Keown, född 24 juli 1966 i Oxford, är en engelsk före detta fotbollsspelare. Keown är mest känd för sin tid i Arsenal, där han gjorde över 300 ligamatcher och vann nio stora titlar, där han oftast bildade mittbackspar med Tony Adams. Martin Keown gjorde även 43 landskamper för England och deltog i fyra mästerskap, bland annat VM 1998 och VM 2002, dock utan att få någon speltid.

## Klubbkarriär

### Arsenal
Martin Keown kom till Arsenals ungdomslag 1980 och flyttades upp i A-laget 1984. Efter en utlåning till Brighton & Hove Albion, debuterade han 23 november 1985 för Arsenal, när de spelade 0-0 mot West Bromwich Albion. Keown spelade 22 ligamatcher säsongen 1985/1986, men efter att klubbens manager Don Howe ersattes med George Graham, blev det meningsskiljaktigheter över Keowns kontrakt, och han såldes till Aston Villa för £125 000.

### Aston Villa
Keown kom till Aston Villa efter en säsong då klubben precis klarade sig kvar i den högsta divisionen. Martin Keown blev direkt ordinarie och spelade 36 matcher men lyckades inte hålla klubben kvar, Aston Villa åkte ner efter 12 raka säsonger i högstaligan.
Graham Taylor tog över som manager i Aston Villa och lyckades direkt föra tillbaka laget till första divisionen. Keown missade bara två matcher den säsongen och lyckades dessutom göra tre mål. Säsongen efter lyckades Aston Villa hålla sig kvar men Keown såldes till Everton för £750,000.

### Everton
Martin Keown fick en bra start på sin tid i Everton, då laget toppade serien stora delar under hösten. Dock tappade laget sin fina form och slutade sexa. Keown spelade 20 matcher det året, och 24 året därpå. Säsongen 1991/1992 missade han däremot bara tre matcher, och i februari 1993 återvände Keown till Arsenal för 2 miljoner pund.

### Tillbaka i Arsenal
Keown som redan hade spelat i de inhemska cuperna under säsongen 1992/1993 för Everton var inte med när Arsenal vann dubbeln i form av FA-cupen och Ligacupen 1993 i finalerna mot Sheffield Wednesday. Däremot spelade Keown 16 matcher i Premier League, och ersatte både Lee Dixon som högerback, Nigel Winterburn som vänsterback, och spelade mittback när Steve Bould eller Tony Adams var frånvarande.
Martin Keown spelade 33 ligamatcher 1993/1994 men deltog inte i finalen av Cupvinnarcupen som Arsenal vann med 1-0 mot Parma 1994. Keown missade finalen på grund av en ljumskskada. 
Säsongen 1994/1995 blev det 31 ligamatcher för Keown, även som defensiv mittfältare, och var lagkapten när Adams inte spelade. Arsenal var återigen i final i Cupvinnarcupen, den här gången mot Real Zaragoza. Keown fick äntligen starta en final för Arsenal, men blev utbytt efter första halvleken på grund av en hjärnskakning. Arsenal förlorade med 1-2 efter att Nayim avgjort i den 119:e minuten.
Keown spelade 34 ligamatcher 1995/1996, 33 ligamatcher 1996/1997, men blev sedan axelskadad och spelade bara 18 ligamatcher i slutet av säsongen 1997/1998,  och var med när Arsenal vann dubbeln, både Premier League och FA-cupen, där han spelade finalen på Wembley mot Newcastle United. 
Han spelade 34 ligamatcher 1998/1999, 27 ligamatcher 1999/2000, och 28 ligamatcher 2000/2001. Keown fick ett benbrott, men spelade 22 ligamatcher när Arsenal återigen vann dubbeln, säsongen 2001/2002, och kom in i slutminuterna i FA-cupfinalen mot Chelsea. 
Säsongen 2002/2003 blev det 24 ligamatcher, och Keown spelade hela FA-cupfinalen mot Southampton som Arsenal vann med 1-0.
Under sin sista säsong i Arsenal 2003/2004 fick Keown sparsamt med speltid, och deltog bara i 10 ligamatcher när Arsenal vann Premier League för tredje gången på sex år. Det var i hans sista säsong, den 21 september 2003 när Arsenal spelade 0-0 mot Manchester United på Old Trafford, som Keown fick böter efter att ha attackerat och hånat Ruud van Nistelrooy efter holländarens straffmiss på övertid. Arsenal slutade säsongen som obesegrade ligamästare.
Leicester City värvade Keown på free transfer, men han stannade bara i drygt sex månader innan han gick till Reading i januari 2005, där han spelade resten av säsongen innan han slutade med fotbollen.

## Internationell karriär
Martin Keown spelade för både Englands U16 och U18-lag, innan sin debut i A-landslaget i en match mot Frankrike 1992. Efter att Mark Wright blivit skadad kallades Keown in i truppen som skulle spela EM 1992, där han spelade Englands alla tre matcher.
Efter att nya landslagstränaren Terry Venables tog över blev Keown helt lämnad utanför truppen och kom tillbaka till landslaget först 1997, när Venebles blivit ersatt av Glenn Hoddle. Hoddle tog ut honom till VM 1998, där han dock inte fick någon speltid. Under EM 2000 spelade han i två av Englands matcher.
Till VM 2002 var Keown med i truppen, men inte heller denna gång fick han någon speltid. Efter att England slagits ur turneringen mot Brasilien beslöt Keown att sluta i landslaget. Under sin tid i landslaget gjorde han 43 matcher och två mål.

## Meriter
Arsenal
- Premier League: 1998, 2002, 2004
- FA-cupen: 1998, 2002, 2003
- Cupvinnarcupen: 1994
- FA Community Shield: 1998, 1999, 2002